# Peter Marius Andersen
Peter Marius Andersen (Copenhaguen, 25 d'abril de 1885 – Copenhaguen, 20 de març de 1972) va ser un futbolista danès que va competir a cavall del segle xix i el segle xx. Jugà com a davanter i en el seu palmarès destaca una medalla de plata en la competició de futbol dels Jocs Olímpics de Londres de 1908.
A la selecció nacional jugà un sol partit, en què no marcà cap gol.